# Ratio Studiorum
Ratio Studiorum, punoga naslova Ratio atque Institutio Studiorum Societatis Iesu, službeni je dokument o ustroju isusovačkoga obrazovnoga sustava sastavljen 1599. godine. Temelji se na sintezi klasičnoga obrazovanja i kršćanskih moralnih načela. Ratio Studiorum razlikuje tzv. "niže" (studia inferiora) i "više" studije (studia superiora). 
Tijekom 17. stoljeća prema tom su sustavu isusovci osnovali niže studije, odnosno prve gimnazije u Zagrebu 1607., Rijeci 1627., Varaždinu 1636., Požegi 1699. i Osijeku 1729., a od 1658. godine prema tom programu započinje s radom i gimnazija u Dubrovniku.

## Vanjske poveznice
- Katolička enciklopedija o Ratio Studiorum
- Engleski prijevod Ratio Studioruma Allan P. Farrell, S.J., PDF ili HTML  Arhivirana inačica izvorne stranice od 16. svibnja 2008. (Wayback Machine)

| Portal:Kršćanstvo | Portal: Kršćanstvo |